# Tufin
Tufin ist ein führender Anbieter von Netzwerksicherheitslösungen, dessen Hauptziel es ist, Organisationen bei der Verwaltung und Überwachung ihrer Netzwerksicherheit zu unterstützen. Mit Niederlassungen in Tel Aviv und Boston, bietet Tufin eine Reihe von Produkten an, die darauf abzielen, Änderungen in Firewall-Policies zu automatisieren und gleichzeitig die Compliance zu verbessern.
Diese Lösungen sind vor allem für Großunternehmen entwickelt, die mit komplexen Netzwerksicherheitsanforderungen konfrontiert sind. Tufins Produkte sollen IT-Teams helfen, ihre Netzwerke sicherer und effizienter zu verwalten, indem es eine einheitliche Sicht auf die Netzwerksicherheitsrichtlinien bereitstellt und automatisierte Prozesse für Änderungen an diesen Richtlinien implementiert.

## Geschichte
Tufin wurde 2005 Ruvi Kitov und Reuven Harrison in Tel Aviv, Israel gegründet und hat seinen Hauptsitz dort. Im Jahr 2017 eröffnete das Unternehmen das US-Hauptquartier in Boston, USA.
Im April 2019 ging Tufin an die New Yorker Börse (NYSE) und wurde öffentlich gehandelt.
Im August 2022 wurde Tufin vom Private-Equity-Unternehmen Turn/River Capital für 570 Millionen US-Dollar (488 Millionen Euro) gekauft und ist seitdem nicht mehr an der Börse handelbar.

## Kunden und Partnerschaften
Tufin arbeitet mit über 400 globalen Vertriebspartnern zusammen und bedient mehr als 2100 Kunden in einer Vielzahl von Branchen, einschließlich Finanzen, Telekommunikation, Energie und Versorgung, Gesundheitswesen, Einzelhandel, Bildung, Regierung, Fertigung, Transport und Rechnungsprüfung.
Das Unternehmen pflegt enge Technologie-Partnerschaften mit bedeutenden Akteuren in der Firewall- und Netzwerkbranche wie Check Point, Cisco, Fortinet, Juniper, Microsoft und Amazon Web Services.

## Produkte
Tufin entwickelt und vermarktet die Tufin Orchestration Suite, eine umfassende Lösung für das Firewall-Management. Die Suite besteht aus den folgenden Komponenten:
SecureTrack
eine Lösung für das Firewall-Betriebsmanagement, Auditierung und Compliance
SecureChange
eine Automatisierungslösung für Regelwerksänderungen
SecureApp
eine Lösung für das Firewall-Management auf Applikationsebene